# Шенборн (Закарпатская область)
Шенборн (укр. Шенборн) — село в Мукачевской городской общине Мукачевского района Закарпатской области Украины.
Население по переписи 2001 года составляло 377 человек. Почтовый индекс — 89670. Телефонный код — 3131. Занимает площадь 0,634 км². Код КОАТУУ — 2122788101.
Через село протекает река Коропец.

## История
В 1726 году архиепископ Майнцский Лотар Франц фон Шёнборн приобрел в Закарпатье имение, которое затем перешло к его родственникам. Фридрих Карл фон Шёнборн-Бухайм привлёк в Закарпатье немецких переселенцев из Франконии, которые поселились рядом с существовавшим селом под названием Новое Село. И в наше время большинство людей, живущих в селе, являются немцами, немецкий язык они сохраняют уже более 200 лет.
В 1995 году Новое Село было переименовано в Шенборн
В 2001 году в Шенборне построили католическую часовню св. Иосифа. Чтобы обеспечить работой местное население, священники из Германии создали в Шенборне столярный цех имени святого Франциска Ассизского.